# Venner Moor (Landkreis Osnabrück)
Das Venner Moor ist ein 220,0 ha großes Naturschutzgebiet in Niedersachsen. Es liegt im Landkreis Osnabrück zwischen den Orten Venne (Ostercappeln) und Hunteburg. Unter der Kennzeichen-Nummer NSG WE 140 ist es beim Niedersächsischen Landesbetrieb für Wasserwirtschaft, Küsten- und Naturschutz (NLWKN) registriert.

## Geschichte
Mit Erstverordnung vom 22. Juli 1983 wurde das Venner Moor zum Naturschutzgebiet erklärt. Die derzeit gültige Verordnung datiert vom 1. Juli 1992. Zuständig ist der Landkreis Osnabrück als untere Naturschutzbehörde.

## Sonstiges
Ein gleichnamiges Naturschutzgebiet Venner Moor liegt bei Venne (Senden) im Kreis Coesfeld in Nordrhein-Westfalen.